# Siraman (Kesamben)
Siraman is een bestuurslaag in het regentschap Blitar van de provincie Oost-Java, Indonesië. Siraman telt 8083 inwoners (volkstelling 2010).